# Spanda
Spanda (dewanagari स्पन्द  „wibracja, pulsowanie”
) – jedna z podstawowych koncepcji w monistycznym śiwaizmie kaszmirskim, będąca zarazem źródłem, jak i manifestacją najwyższej rzeczywistości. Jest tożsama zarówno z czystą świadomością Śiwą, jak i stwórczą energią Śakti i światem materialnym Anu, Nara. Spanda to wibracja, która w niezmiennym Śiwie przyczynia się do pojawienia się, trwania i ustania wszechświata.
Najważniejszym tekstem eksponującym ten pogląd jest Spandakarika z komentarzem Kszemaradźi Spandanirnaja.